# 弗拉基米尔·古利亚耶夫
弗拉基米尔·列昂尼多维奇·古利亚耶夫（俄語：Владимир Леонидович Гуляев，1924年10月30日—1997年11月3日），前苏联电影演员。

## 生平
1924年生于斯维尔德洛夫斯克的一个军人家庭。1941年苏德战争爆发后，于1942年进入莫洛托夫军事航空飞行员学校，毕业后奔赴前线。主要驾驶伊尔-2歼击机，转战白俄罗斯和波罗的海。他参加了1945年6月24日的胜利日大游行。由于曾在前线受伤，他被迫退伍。1951年毕业于全苏国立电影学院，开始了演艺生涯。他参演的第一部电影是《乡村医生》。他还在《滨河街的春天》中扮演男配角尤拉。
1997年11月3日病逝，享年73岁。葬于昆采沃公墓。

## 主要参演
| 年份   | 电影               | 饰演       |
| ------ | ------------------ | ---------- |
| 1951年 | 《乡村医生》       |            |
| 1954年 | 《世界摔跤冠军》   | 科斯佳     |
| 1954年 | 《我们好像见过面》 | 骑单车的人 |
| 1955年 | 《45号地区》       | 雷若夫     |
| 1956年 | 《滨河街的春天》   | 尤拉       |
| 1968年 | 《钻石胳膊》       | 警察       |
| 1969年 | 《危险的巡回演出》 | 警察       |
| 1975年 | 《不可能！》       |            |